# Tabanus hispanus
Tabanus hispanus är en tvåvingeart som beskrevs av Peus 1980. Tabanus hispanus ingår i släktet Tabanus och familjen bromsar.
Artens utbredningsområde är Spanien. Inga underarter finns listade i Catalogue of Life.